# Partido Progresista (España)
El Partido Progresista fue un partido político liberal-progresista español del siglo XIX. El partido surgió hacia 1835 durante la Regencia de María Cristina de Borbón entre los liberales «exaltados» que defendían las reformas emprendidas por el gobierno presidido por Juan Álvarez Mendizábal, pero su nacimiento formal no se produjo hasta junio de 1838. Durante el reinado efectivo de Isabel II sólo gobernó dos años (el Bienio Progresista, 1854-1856), bajo la jefatura del general Espartero, al que sucedió el general Prim, lo que lo convirtió en el principal protagonista de la Revolución de 1868 que puso fin a la Monarquía de Isabel II y que inició el Sexenio Democrático. En octubre de 1869, integró a los «cimbrios» (demócratas monárquicos que provenían del Partido Democrático, surgido a su vez de una escisión de 1858 del Partido Progresista) y se convirtió en el Partido Radical. 
Tras el asesinato del general Prim en diciembre de 1870, durante el reinado de Amadeo I el partido sufrió una escisión moderada, encabezada por Práxedes Mateo Sagasta. El Partido Radical seguiría liderado por Manuel Ruiz Zorrilla y conformado en parte por los «cimbrios» (demócratas monárquicos) de Cristino Martos. La escisión moderada se uniría a principios de 1873 a la Unión Liberal del general Serrano para formar el Partido Constitucional.

## Historia

### El nacimiento del partido y la Revolución Liberal (1835-1840)
Su antecedente más inmediato se sitúa en los liberales exaltados del Trienio Liberal. Fue fundado hacia 1835 por los liberales que se oponían al régimen de carta otorgada del Estatuto Real de la regente María Cristina de Borbón —que no reconocía el principio de la soberanía nacional— y que sobre todo defendían las reformas que había puesto en marcha el gobierno del «exaltado» Juan Álvarez Mendizábal, que había sido llamado por la regente a presidir el consejo de ministros en septiembre de 1835 tras las revueltas liberales que se produjeron aquel verano. Por eso inicialmente fueron conocidos como «mendizabalistas». Defendían la restauración de la Constitución de 1812 como alternativa al Estatuto Real pero, como los antiguos «exaltados» del Trienio Liberal Joaquín María López o Fermín Caballero, proponían su reforma porque consideraban que era reglamentista y que establecía una rígida división de poderes.
Por eso cuando en agosto de 1836 el motín de los sargentos de La Granja obligó a la regente María Cristina a restablecer la Constitución de 1812 —y a formar un nuevo gobierno progresista presidido esta vez por José María Calatrava aunque con Mendizábal como «hombre fuerte» ocupando el Ministerio de Hacienda— los progresistas propusieron en las nuevas Cortes la reforma de la Constitución de Cádiz, lo que dio nacimiento a la nueva Constitución de 1837. Según los líderes progresistas —entre los que, además de Calatrava y Mendizábal, se encontraban Agustín de Argüelles, Vicente Sancho y Salustiano de Olózaga— la Constitución era un intento de consenso con los moderados que les permitiera alternarse en el poder sin necesidad de modificarla cada vez que hubiera un cambio de gobierno.
Para ello los progresistas hicieron concesiones importantes a los moderados en la Constitución de 1837 a pesar de poseer la mayoría en las Cortes: renunciar a que el principio de la soberanía nacional —la principal diferencia entre progresistas y moderados, ya que estos últimos defendían la soberanía compartida entre la Corona y las Cortes— apareciera en el preámbulo pero no en el articulado; aceptar que la Corona además de detentar el poder ejecutivo tuviera derecho de veto sobre las leyes aprobadas por las Cortes y la facultad de disolverlas y convocar nuevas elecciones; abandonar el unicameralismo de la Constitución de 1812 estableciendo un Senado nombrado por el rey entre una terna designada por los electores de cada provincia —según Jorge Vilches, el objetivo [del Senado] era, además de «aliviar la rígida separación de poderes que caracterizó a la Constitución de 1812», «dar mayor participación a los intereses conservadores de la sociedad y a la Corona, consiguiendo así la integración política de los elementos persistentes del Antiguo Régimen en el Estado constitucional; sacar del articulado el sistema electoral, por lo que moderados y progresistas podrían ampliar o reducir el sufragio censitario que ambos partidos compartían, y también el régimen municipal, aunque los progresistas pusieron en la Constitución que la elección de los ayuntamientos debía ser popular». Sin embargo, los progresistas se acogieron a la mayoría que tenían en la Cámara para que la Constitución recogiera los derechos individuales y sus garantías, la Milicia Nacional y el jurado para los delitos de imprenta, tres cuestiones que los moderados rechazaban. «De este modo, la Constitución de 1837 fue, por su capacidad integradora de actores políticos e ideas, la legalidad común que podía unir a los liberales».
El nacimiento formal del Partido se produjo en junio de 1838 cuando los parlamentarios de adscripción ideológica «progresista» decidieron seguir el ejemplo de los moderados, que tan buenos resultados les había dado en las elecciones de 1837 bajo el impulso de Andrés Borrego, y formaron un partido de notables con una estructura organizativa basada en comités provinciales, aunque éstos sólo funcionaran en época electoral, durante la cual se presentarían con una misma identificación y con un mismo programa.

### La Regencia de Espartero (1840-1843)
La idea de la alternancia pacífica en el poder entre moderados y progresistas sustentada en la Constitución de 1837 se frustró cuando el gobierno moderado de Evaristo Pérez de Castro presentó un proyecto de Ley de Ayuntamientos en el que el nombramiento del alcalde correspondía al gobierno que lo escogería entre los concejales electos, lo que, según los progresistas, era contrario al artículo 70 de la Constitución («Para el gobierno de los pueblos habrá Ayuntamientos nombrados por los vecinos a quienes la ley conceda este derecho»), por lo que los progresistas recurrieron a la presión popular durante el debate de la ley —en una de las sesiones desde las tribunas del hemiciclo del Congreso de los Diputados se gritó e insultó a los diputados moderados— y, cuando la ley fue aprobada sin admitir sus enmiendas, optaron por el retraimiento y abandonaron la Cámara, con lo que cuestionaron la legitimidad a las Cortes. Inmediatamente los progresistas iniciaron una campaña para que la regente María Cristina no sancionara la ley bajo la amenaza de no acatarla y cuando vieron que la regente estaba dispuesta a firmarla dirigieron sus peticiones al general Baldomero Espartero, el personaje más popular del momento tras su triunfo en la Primera Guerra Carlista y que se mostraba más próximo al progresismo que al moderantismo, para que evitara la promulgación de esa ley contraria al «espíritu de la Constitución de 1837».
La alianza con el general Espartero no duró mucho tiempo a causa de su forma personalista de gobernar, por lo que los progresistas se unieron a los moderados para poner fin a la Regencia de Espartero y proclamar la mayoría de edad anticipada de Isabel II. Pero tras la marcha al exilio de Espartero de nuevo se frustró la idea de la alternancia en el poder de los dos partidos liberales que apoyaban la Monarquía de Isabel a causa de la maniobra de los moderados para echar de la presidencia del gobierno al progresista Salustiano de Olózaga —le acusaron de haber forzado a la reina de trece años para que firmara los decretos de disolución de las Cortes y de convocatoria de nuevas elecciones— y sobre todo porque los moderados aprovecharon el retraimiento de los progresistas en las elecciones para reformar la Constitución de 1837 dando nacimiento en 1845 a una Constitución completamente nueva hecha a su medida ya que no recogía en absoluto ninguna de las ideas progresistas.

### La década moderada (1844-1854)
A mediados de los 40 del siglo XIX apareció en el seno del partido un sector democrático encabezado por José María Orense, Nicolás María Rivero y José Ordax Avecilla, cuya principal reivindicación era que el progresismo defendiera el sufragio universal frente al sufragio censitario. En el debate a que dio lugar la propuesta, el sector mayoritario encabezado por Manuel Cortina afirmó la lealtad del partido con la Monarquía Constitucional, lo que no impedía que continuaran rechazando la Constitución de 1845, y descartó la propuesta de la implantación inmediata del sufragio universal — objetivo que habría que dejar para más adelante cuando el pueblo hubiera alcanzado el nivel de educación y de bienestar que hicieran posible su participación política directa.
El debate fue interrumpido por el estallido de la Revolución de 1848 en Francia y en toda Europa, que cada parte interpretó de acuerdo a sus convicciones. Para el sector demócrata la caída de la Monarquía y la proclamación de la República en Francia reforzaba su propuesta, lo que les hizo decantarse claramente por la forma de gobierno republicana, mientras que para los progresistas los desórdenes y las revueltas les confirmaron su idea de que la extensión del sufragio universal debía hacerse poco a poco. Tras el verano el debate se reanudó con el resultado del triunfo de las posiciones progresistas «históricas» por lo que el sector demócrata decidió hacer público el «manifiesto de la fracción progresista democrática» que se considera el nacimiento del Partido Demócrata. Lo publicó el diario El Siglo, el 8 de abril de 1849.

### El bienio progresista (1854-1856)ylos gobiernos de la Unión Liberal (1856-1863)
Durante el bienio progresista (1854-1856) el progresismo quedó dividido en dos. Los progresistas «templados» encabezados por Manuel Cortina se integraron en la coalición gubernamental de unión liberal formada por ellos y por los moderados «puritanos», mientras que los progresistas que se denominaron «puros» encabezados por Salustiano de Olózaga presentaron candidaturas propias a las elecciones de 1854 y tendieron a la alianza con los demócratas. Cuando finalizó el bienio los templados, que fueron llamados progresistas «resellados», se integraron en el nuevo partido de Unión Liberal encabezado por el general O'Donnell, lo que dejó sin espacio político a los progresistas puros entre «unionistas» y demócratas.
A principios de marzo de 1863 O'Donnell pidió a la reina la disolución de las Cortes, que llevaban abiertas cuatro años, para contar con un parlamento más adicto poniendo fin a la disidencia que había surgido en la Unión Liberal —ya fuera la integrada por antiguos moderados puritanos, como Cánovas, o por antiguos progresistas resellados, como Cortina o el general Prim—. Pero Isabel II se negó a disolver las Cortes y O'Donnell presentó su dimisión.

### La crisis final del reinado de Isabel II (1863-1868)
La reina aceptó el consejo de que llamara a un progresista para sustituir a O'Donnell pero cuando se entrevistó con una comisión del Partido Progresista integrada por el «resellado» Manuel Cortina y con los «puros» Pascual Madoz y Moreno López éstos no le dieron ningún nombre para presidente del gobierno y le pidieron tiempo para reorganizar el partido. Los dos sectores se reunieron el 19 de marzo de 1863 para reunificar el partido ante la inminencia de la entrada en el Gobierno de los progresistas. En la reunión se barajó el nombre del general Juan Prim, quien mantenía unas excelentes relaciones con la reina y que además había sido el político progresista que O'Donnell le había propuesto a Isabel II para sustituirle.
Para que presidiera una especie de gobierno de transición antes de que los progresistas se hicieran cargo del gobierno la reina nombró al moderado Marqués de Miraflores con el encargo de que convocara elecciones. Este se reunió con el líder progresista Salustiano de Olózaga ofreciéndole entre 50 y 70 diputados en las nuevas Cortes que tendrían una mayoría moderada y unionista, pero Olózaga «tras una primera aceptación, acabó negándose a la componenda». Otra de las razones para la negativa fue que Miraflores le había puesto como condición para «otorgar» a los progresistas un número tan relativamente grande de diputados que éstos renunciaran a la Milicia Nacional y al principio de que el poder legislativo residiera únicamente en las Cortes, y no en «las Cortes con el Rey», como se decía en la Constitución de 1845.
Finalmente el gobierno de Miraflores aprobó unas circulares a los gobernadores civiles en las que, para impedir que los progresistas consiguieran más escaños de los que pensaba otorgarles el gobierno, se restringía el derecho de reunión durante las elecciones exclusivamente a las personas que tenían derecho al voto y además se ordenaba a los gobernadores civiles que la policía ejerciera la «influencia moral del gobierno» para que salieran elegidos los candidatos afines. El conocimiento de estas circulares provocó la ruptura entre progresistas y moderados, desbaratándose «la oportunidad para que los hombres del progreso formaran un partido útil a la monarquía constitucional que decían desear». Así el 23 de agosto de 1863 un grupo de progresistas hacía pública su protesta por las circulares y anunciaba que renunciaban a reunirse, haciendo responsable al Gobierno de las consecuencias. El general Prim se entrevistó con la reina en tres ocasiones para que presionara al gobierno para que retirara las circulares pero no lo consiguió, por lo que finalmente el Comité central del Partido Progresista reunido el 7 de septiembre de 1863 decidió el retraimiento en las elecciones, lo que suponía no presentar candidatos a las mismas y, sobre todo, negar la legitimidad a las Cortes que salieran de ellas. El objetivo era presionar a la reina para que rectificara, pero ésta no lo hizo y las elecciones se celebraron sin la presencia de los progresistas.
La decisión de optar por el retraimiento propició el acercamiento al Partido Demócrata y comenzaron las actividades conjuntas de los dos partidos. La fiesta del 2 de mayo de 1864 fue el primer acto organizado en común, lo que se repitió dos días después con motivo del entierro de las cenizas del diputado liberal de las Cortes de Cádiz Diego Muñoz-Torrero. Asimismo su actividad aumentó en toda España gracias a que los comités electorales se transformaron en comités permanentes, aunque el liderazgo del partido seguía sin resolverse, llegándose a pedir que los tres progresistas más destacados del momento, Salustiano de Olózaga, el general Juan Prim y Práxedes Mateo Sagasta —que acababa de sustituir al recientemente fallecido Pedro Calvo Asensio como director del periódico La Iberia— que fueran a Logroño a pedirle al general Espartero que volviera a dirigir el partido, pero el viaje nunca se realizó.
La cuestión del mantenimiento del retraimiento dividió al partido. El más firme partidario del mismo era Olózaga que abogaba por su mantenimiento hasta que no fueran llamados al gobierno —«O todo o nada», dijo—, mientras que el general Prim, apoyado por Manuel Zorrilla y Laureano Figuerola, encabezaba uno de los sectores partidarios de la participación electoral — el otro era el sector «esparterista» que dirigía Pascual Madoz. La opción del retraimiento ganó lo que hizo que abandonaran el partido algunos de los antiguos progresistas «resellados» como Manuel Cortina, Fernando Corradi y Antonio Pirala que pasaron a constituir el grupo de los progresistas constitucionales. Así cuando el nuevo gobierno de Narváez convocó elecciones para finales de 1864 los progresistas tampoco participaron. En este periodo se creó la Sociedad Abolicionista Española y muchos miembros destacados del partido progresista como Salustiano de Olozaga o Segismundo Moret fueron miembros destacados de la organización y defendieron la abolición de la esclavitud.«La sociedad abolicionista española, 1864-1886». Cuadernos de Historia Moderna y Contemporánea 2: 127–[end page]. 1982. Consultado el 10 July 2025.

### Sexenio Democrático (1868-1874)
Tras la aprobación de la Constitución de 1869 las Cortes Constituyentes nombraron regente al unionista general Serrano, mientras que el general Prim pasó a presidir el gobierno, cuya tarea principal iba a ser encontrar un rey para la Corona española que había quedado vacante tras la Revolución de 1868. A mediados de 1869 Prim propuso a Tomás de Saboya, duque de Génova y sobrino del rey de Italia, una candidatura apoyada por los progresistas y por los demócratas cimbrios, pero a la que se oponían los unionistas, que defendían la candidatura del duque de Montpensier. Como una de las condiciones impuestas por el rey Víctor Manuel II fue que la candidatura de su sobrino contara con un amplio apoyo de las fuerzas políticas, Prim reunió en septiembre de 1869 a una comisión de quince miembros de los tres partidos que apoyaban al gobierno —unionistas, progresistas y cimbrios— para llegar a un acuerdo pero la oposición de los unionistas se mantuvo alegando además que el duque de Génova sólo contaba con 13 años de edad, lo que supondría prolongar la «interinidad» cinco años más. Fue en ese momento cuando Prim, para dar más cohesión al apoyo a la candidatura del duque de Saboya, propuso que los progresistas y los demócratas cimbrios formaran un único partido.
Así, el 26 de octubre de 1869 el general Prim reunió a los diputados progresistas y a los demócratas cimbrios para formar un nuevo partido que se llamaría Partido Radical, y que sería el que se alternaría en el gobierno de la nueva «monarquía popular», instaurada en la Constitución de 1869, con el Partido Conservador que se debería formar en torno a la Unión Liberal. La organización del nuevo partido corrió a cargo de Manuel Ruiz Zorrilla que fue autorizado por los diputados a nombrar la «junta directiva de la fracción radical de la Cámara», que quedó constituida al mismo tiempo como «junta directiva del Partido Radical». Esta estuvo integrada por cuatro progresistas —Pascual Madoz, José Abascal y Carredano, Diego García Martínez y López Botas— y dos demócratas cimbrios —Cristino Martos y Gabriel Rodríguez Benedicto—.
Pero en el seno del nuevo Partido Radical pronto se vislumbró que se estaban configurando dos tendencias. Una encabezada por el general Prim y por Práxedes Mateo Sagasta que defendía el mantenimiento de la conciliación con la Unión Liberal plasmada en la formación del Gobierno Provisional de 1868-1871 y cuyo objetivo era asentar los cambios ya realizados para alcanzar la estabilidad de la nueva «monarquía popular» proclamada en la Constitución. La segunda, más a la izquierda y en principio muy minoritaria y formada por progresistas de segunda fila encabezados por Francisco Salmerón, partidaria de la colaboración con los republicanos federales para continuar con las reformas ya emprendidas y ampliar la base del apoyo popular a la nueva monarquía. En 1870 este sector «exaltado» pasaría a estar liderado por un político de peso en el progresismo, Manuel Ruiz Zorrilla, hasta entonces estrecho colaborador del general Prim.
Tras el asesinato del general Prim en diciembre de 1870 que coincidió con la llegada a España del nuevo rey Amadeo I, la división entre el sector encabezado por Sagasta y el encabezado por Ruiz Zorrilla, que tenía el control del partido, se ahondó hasta el punto que Sagasta intentó formar un «tercer partido» entre unionistas y radicales que atrajera «lo mejor de ambos bandos», con el fin último de reunificar el progresismo. Sin embargo, con motivo de las elecciones convocadas para abril de 1872 Sagasta y los unionistas formaron un comité para presentar candidaturas conjuntas, lo que los unionistas entendieron como el primer paso para formar un único partido. Entonces intervino el rey Amadeo I conminando a Sagasta a que formara con los unionistas el Partido Conservador que se alternaría con el Partido Radical en el poder cuando así lo decidieran los electores, cerrando así la puerta al proyecto de «tercer partido» de Sagasta. Este no tuvo más remedio que seguir las indicaciones del rey y así nació el 21 de febrero de 1872 el Partido Constitucional cuyo líder fue el general unionista Francisco Serrano, con Sagasta como número dos.
Cuando Amadeo I abdicó en febrero de 1873 el Partido Radical apoyó la Primera República Española, aunque pronto quedó desplazado por el Partido Republicano Federal, mientras que el Partido Constitucional participó en el golpe de Pavía de enero de 1874 que puso fin a la República Federal, dando paso a la república unitaria encabezada por el general Serrano y con Sagasta como ministro en los sucesivos gobiernos. En diciembre de 1874 el pronunciamiento del general Arsenio Martínez Campos puso fin al régimen de Serrano y dio paso a la Restauración borbónica en España. Entonces el Partido Constitucional desapareció y Sagasta acabaría formando el Partido liberal-fusionista que sería uno de los partidos dinásticos del «turno» en el régimen canovista. Por su parte Ruis Zorrilla desde el exilio conspiró incansablemente para derribar la monarquía de Alfonso XII y volver a traer la República.

## Líderes

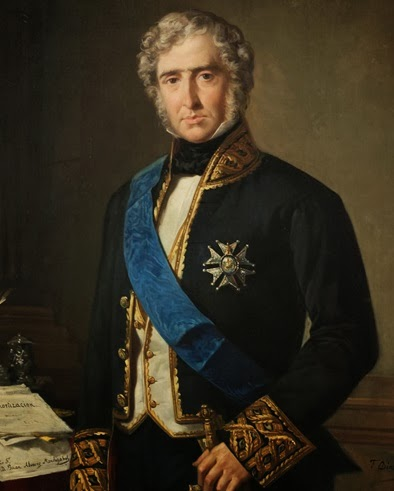
Juan Álvarez Mendizábal
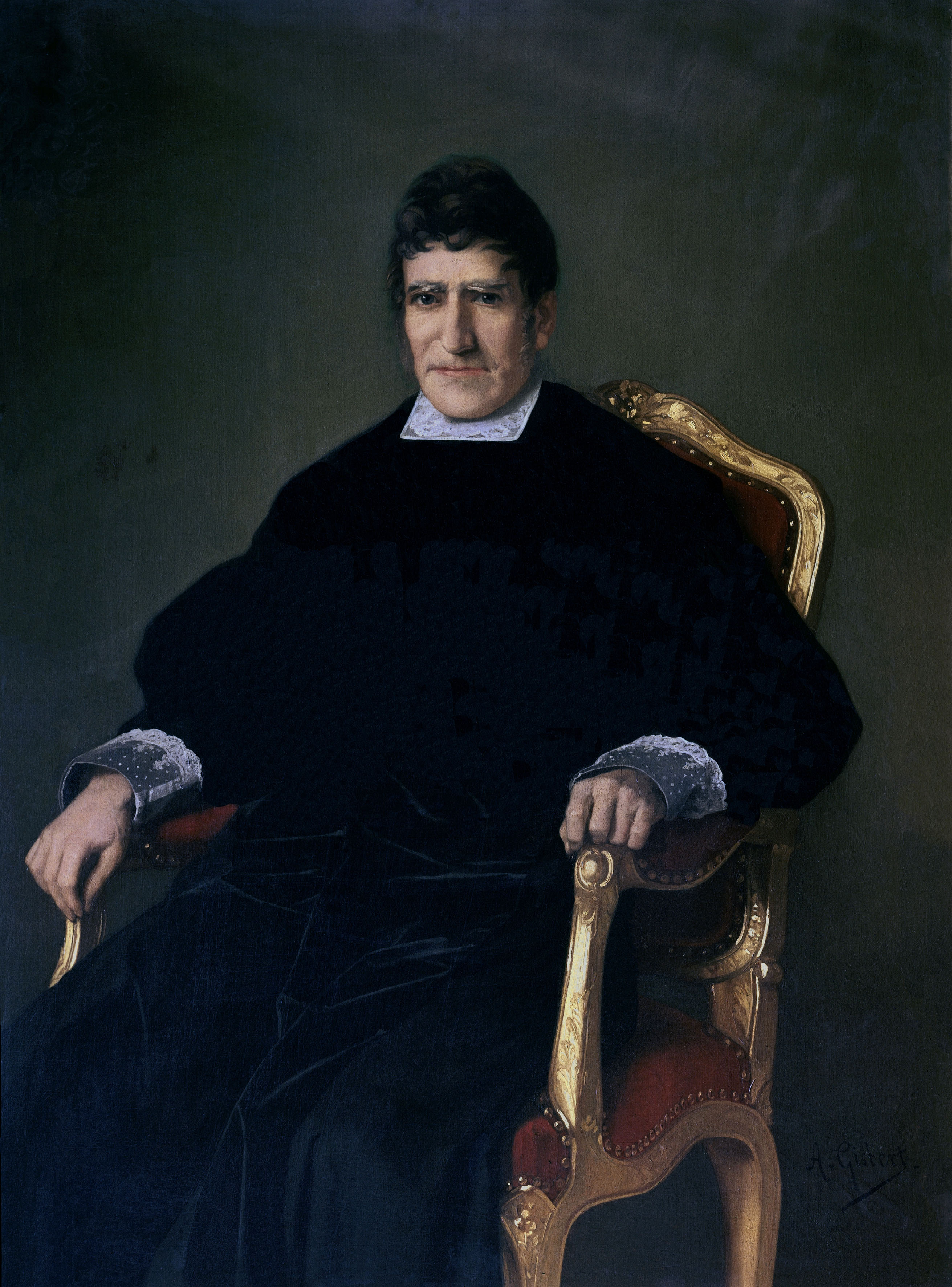
José María Calatrava
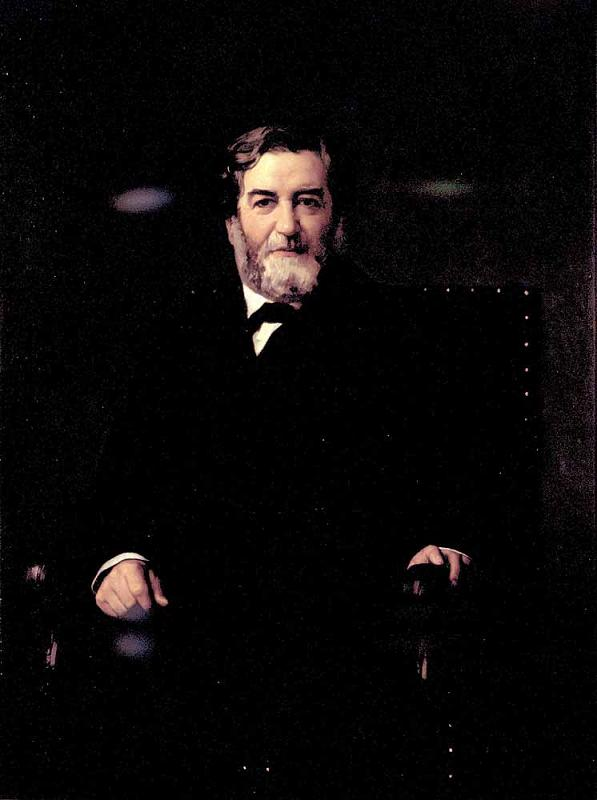
Salustiano Olózaga
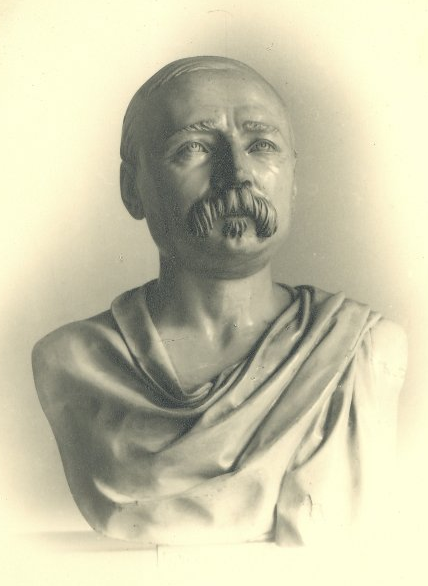
Pedro Calvo Asensio
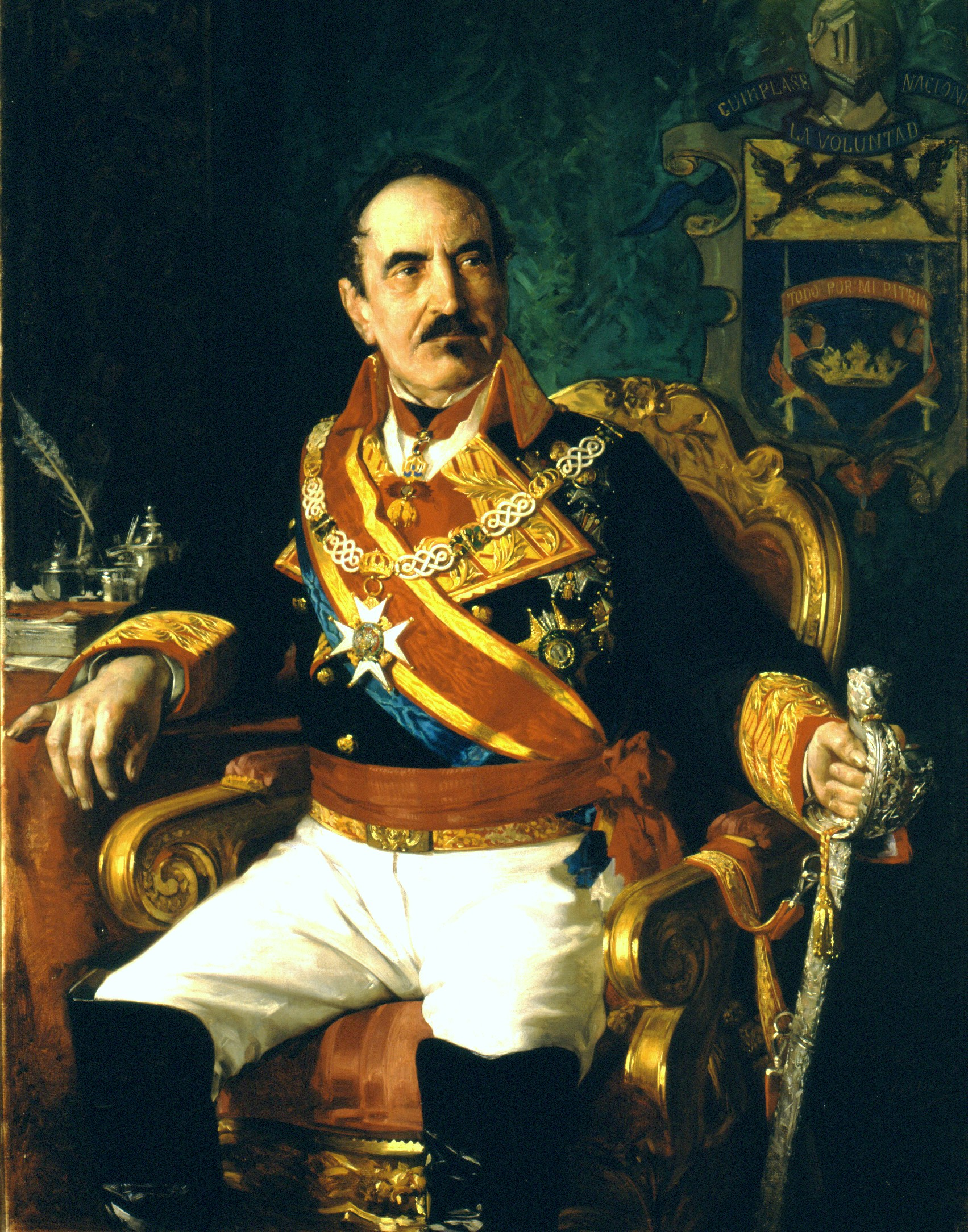
Baldomero Espartero
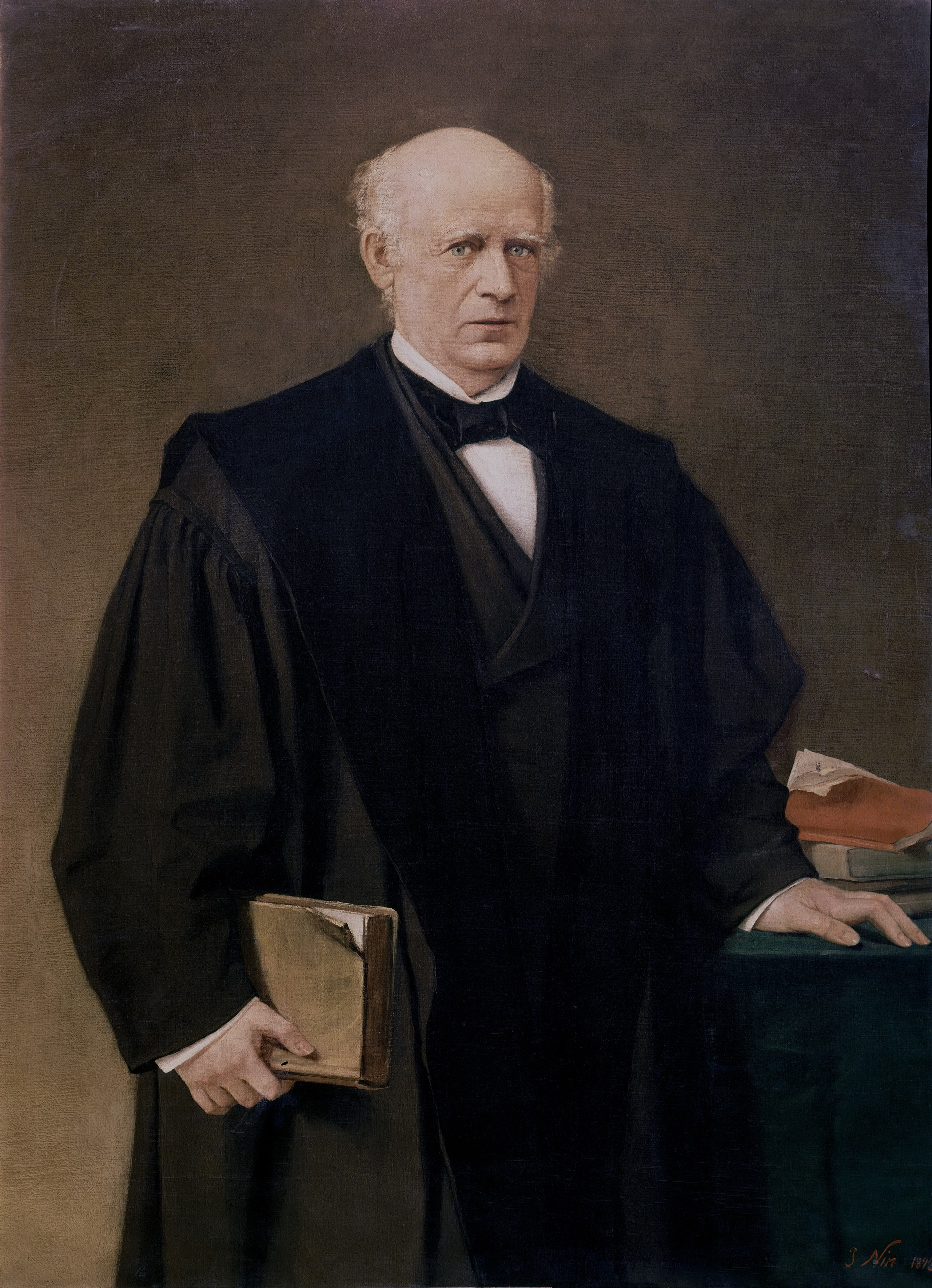
Pascual Madoz
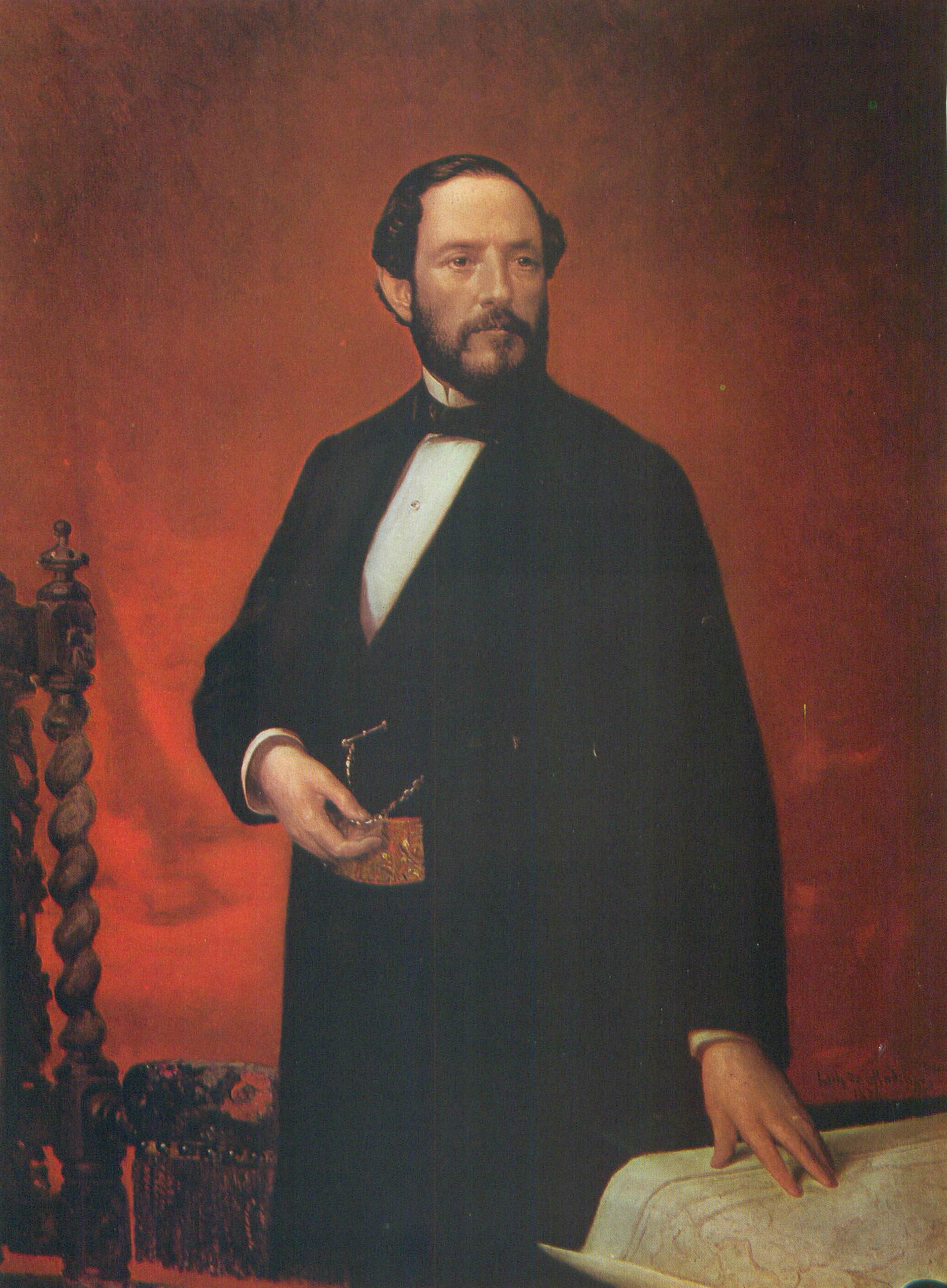
Juan Prim
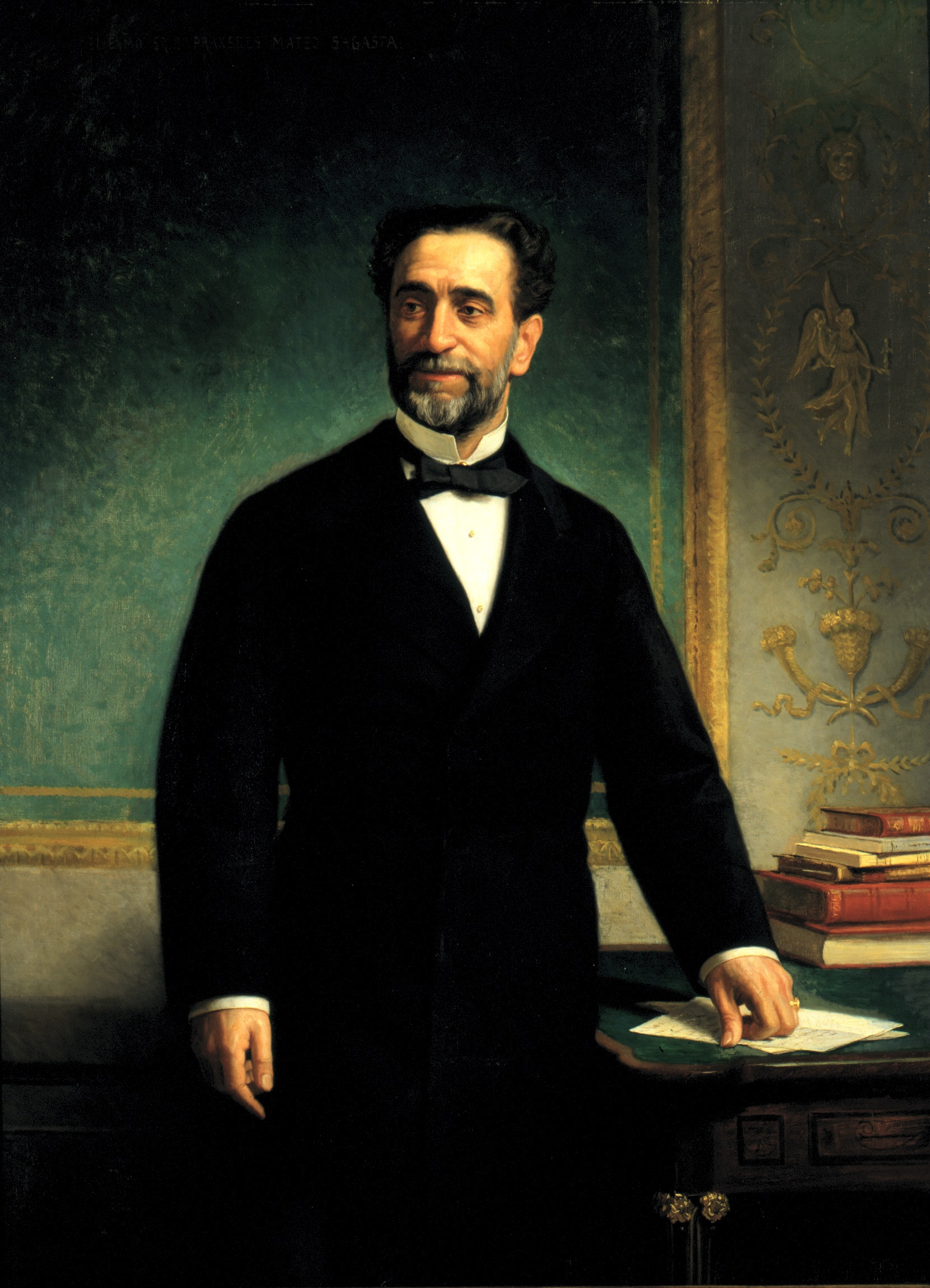
Práxedes Mateo Sagasta
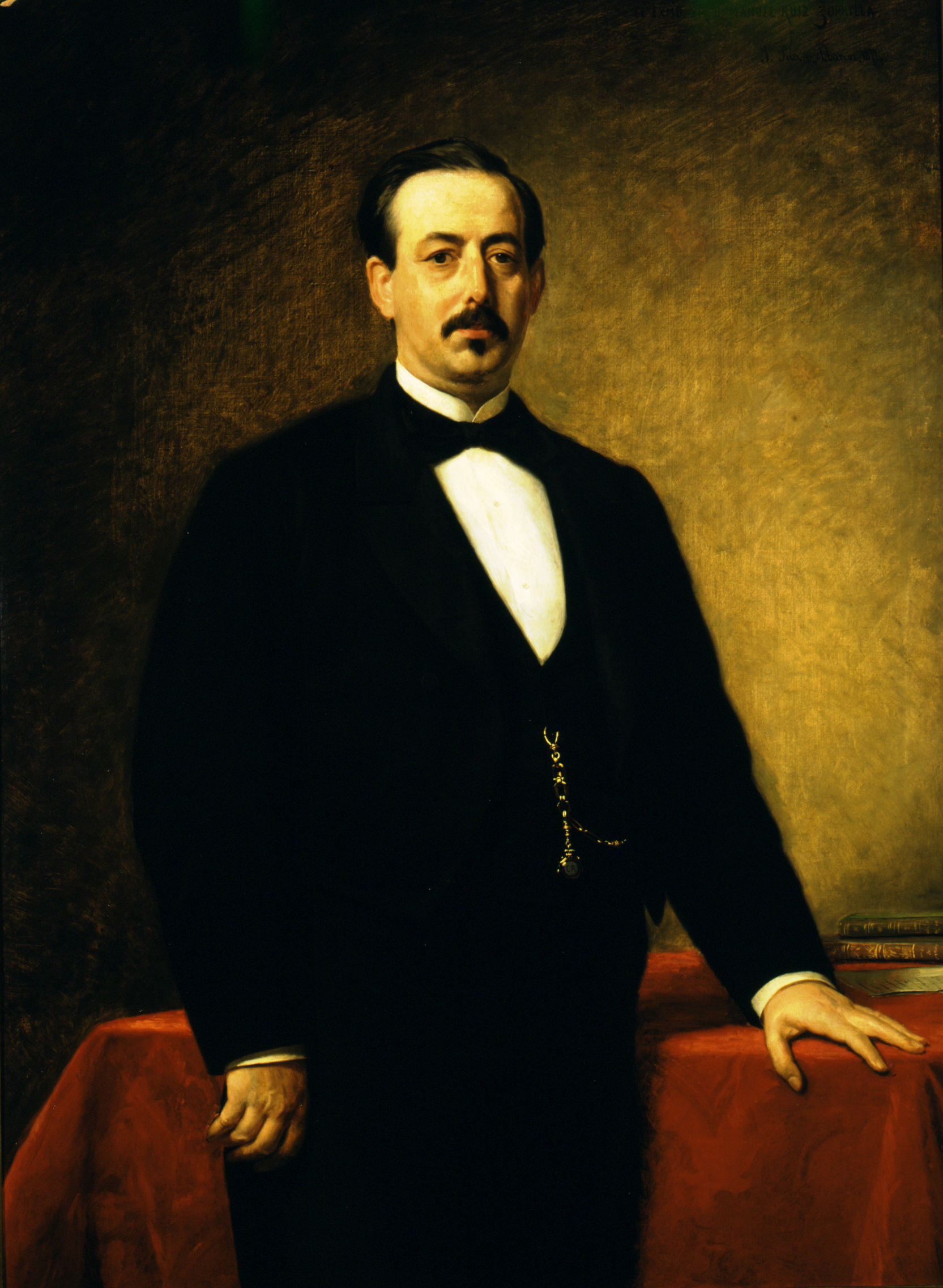
Manuel Ruiz Zorrilla

## Ideología
La principal diferencia ideológica entre los liberales progresistas y los liberales conservadores o moderados era que los primeros defendían el principio de la soberanía nacional, lo que llevaba implícito que el Nuevo Régimen sería el resultado del pacto de la nación con el rey, mientras que los segundos se basaban en el principio de la soberanía compartida entre la Corona y las Cortes, lo que suponía poner en un plano de igualdad a la nación con el rey. De esta divergencia de principios se derivaban las diferencias concretas que los separaban. Por ejemplo, la Milicia Nacional, el jurado popular o la ampliación del sufragio censitario, que defendían los progresistas y a lo que se oponían los moderados.
Junto a la soberanía nacional, el otro elemento ideológico que definía al partido era el progreso entendido, según Jorge Vilches, «como la mejora del estado social y moral del país, su desarrollo económico e intelectual, y el aumento de la participación de las capas populares en la vida política».

## Organización
El partido progresista era un partido de notables, no de masas, y un «partido electoral», que sólo existía en realidad cuando se convocaban elecciones a Cortes. En ese momento se formaba en Madrid una junta integrada por los diputados y senadores que compartían los principios del liberalismo progresista, en la que se discutía la línea política a seguir y se elegía el comité directivo del partido compuesto casi siempre por sus mejores parlamentarios. Este comité a los pocos días daba a conocer un manifiesto exponiendo el momento político por el que se atravesaba y la necesidad de organizarse para las elecciones. Esta forma de organización de partido electoral fue copiada de la que iniciaron los moderados en las elecciones de 1837 de la mano de Andrés Borrego. Entre elección y elección la estructura orgánica del partido desaparecía y no tenía actividad práctica. Los comités quedaban convertidos en tertulias y casinos.
Durante el reinado de Isabel II esta fue la forma de organización del partido excepto durante un breve periodo de dos años, de 1863 a 1865, cuando uno de sus líderes, Salustiano de Olózaga, mantuvo el entramado del partido en todas las provincias más allá de las elecciones, esperando ser llamado por la reina para formar gobierno. Como esto no se produjo el líder del partido, el general Prim, se decantó por la vía del pronunciamiento militar para acceder al gobierno —y que culminaría en la Revolución de 1868— por lo que el partido quedó relegado a un segundo plano.